# Guy de Boulogne

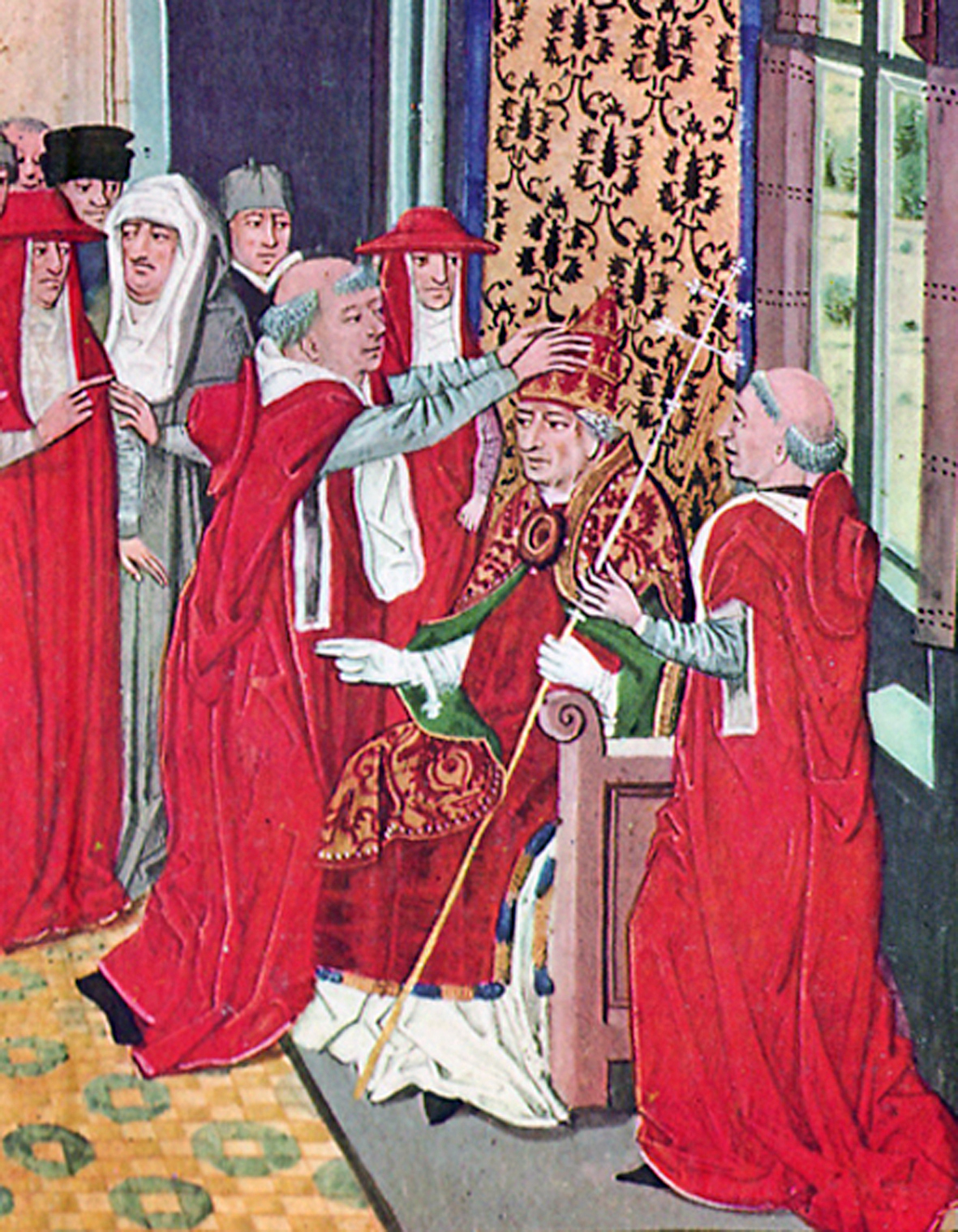
Kardinal Guy de Boulogne (links vorn) krönt 1370 Papst Gregor XI. in Avignon (Illustration 15. Jahrhundert)

Guy de Boulogne (* 1313 bezeugt; † 25. November 1373 in Lleida) war Erzbischof von Lyon und Kardinal.

## Leben
Guy de Boulogne war ein Sohn von Robert VII., Graf von Auvergne und Boulogne und Maria von Flandern. Er schlug die geistliche Laufbahn ein und wurde Domherr in Reims, 1323 Domherr in Amiens. Er promovierte in Zivilrecht und wurde 1340 Archidiakon von Thérouanne und Erzbischof von Lyon sowie Primas von Gallien. Er stellte die juristischen Vorrechte des Erzbischofs wieder her, nachdem er sie von König Philipp VI. zurückerhalten hatte, womit auch den Eingriffen der königlichen Beamten ein Ende gesetzt wurde. 1342 wurde er von Clemens VI. zum Kardinal kreiert, trat in diesem Zusammenhang als Erzbischof zurück und erhielt die römische Titelkirche Santa Cecilia. 1350 zum Kardinalbischof von Porto und Santa Rufina erhoben und 1352 zum Dechant von Saint-Martin de Tours war Kardinal de Boulogne zudem von 1364 bis 1373 Kardinaldekan.
Guy de Boulogne war einer der Vertrauten der Päpste Clemens VI. und Innozenz VI. Er war päpstlicher Legat in Ungarn und Österreich mit dem Auftrag, den Frieden mit den Parteigängern Ludwigs des Bayern zu verhandeln, sowie die Verständigung zwischen König Ludwig I. von Ungarn und Königin Johanna I. von Neapel nach dem Mord an Johannas Ehemann Andreas von Ungarn (1349) wiederherzustellen. Als Legat in Italien organisierte er das Jubeljahr 1350 und saß der Provinzialsynode von Padua vor, auf der Fragen der kirchlichen Disziplin und des Verhältnisses zwischen Klerikern und Gläubigen zur Sprache gebracht wurden.
Er kehrte als Legat nach Frankreich zurück, um den Frieden zwischen dem König Johann II. und Karl II. von Navarra zu vermitteln. Als Legat in Kastilien versuchte er, die Invasion Aragóns 1359 zu verhindern. Auf dieser Reise wurde er von Jean de la Grange begleitet, der 1375 selbst Kardinal wurde. Trotz seiner diplomatischen Fähigkeiten hatte Guy de Boulogne jedoch nur in dieser letzten Mission Erfolg, da er in Ungarn zu naiv an die Probleme heranging und in Frankreich zum Teil durch seine Verwandtschaft mit König Johann II. befangen war.
Er starb auf einer erneuten diplomatischen Reise in Spanien und wurde in der Abtei von Vauluisant (anderer Name für Le Bouchet, heute Ortsteil von Manzat) beigesetzt.